# Saint-Ouen-du-Breuil
Saint-Ouen-du-Breuil è un comune francese di 768 abitanti situato nel dipartimento della Senna Marittima nella regione della Normandia.

## Società

### Evoluzione demografica
Abitanti censiti